# Cefpodoksym
Cefpodoksym (łac. cefpodoximum) – wielofunkcyjny organiczny związek chemiczny, półsyntetyczny bakteriobójczy antybiotyk beta-laktamowy z grupy cefalosporyn III generacji.

## Mechanizm działania biologicznego
Jest doustnym antybiotykiem bakteriobójczym, hamującym syntezę ściany komórkowej bakterii Gram-ujemnych i Gram-dodatnich poprzez unieczynnianie białek wiążących penicylinę. Jest odporny na działanie większości β-laktamaz.

## Zastosowanie medyczne
Jest zalecany w zakażeniach o małym i średnim nasileniu spowodowanych przez wrażliwe baterie:
- angina (Streptococcus pyogenes)
- pozaszpitalne zapalenie płuc (Streptococcus pneumoniae, Haemophilus influenzae)
- bakteryjne zaostrzenie przewlekłego zapalenia oskrzeli (Streptococcus pneumoniae, Haemophilus influenzae, Moraxella catarrhalis)
- ostra niepowikłana rzeżączka szyjki macicy oraz cewki moczowej (Neisseria gonorrhoeae)
- ostra niepowikłane zapalenia odbytu i odbytnicy u kobiet (Neisseria gonorrhoeae)
- niepowielane zapalenia skóry i tkanki podskórnej (Staphylococcus aureus, Streptococcus pyogenes)
- ostre zapalenie zatok przynosowych (Haemophilus influenzae, Streptococcus pneumoniae, Moraxella catarrhalis)
- ostre niepowikłane zapalenie pęcherza moczowego (Escherichia coli, Klebsiella pneumoniae, Proteus mirabilis, Staphylococcus saprophyticus)

Nie jest dopuszczony do obrotu w Polsce (2020).

## Działania niepożądane
Najczęstsze (u ponad 1% pacjentów) działania niepożądane, które może powodować cefpodoksym: bakteryjne zapalenie pochwy, biegunka, ból brzucha, ból głowy, grzybica pochwy i nudności.